# طلاق من دون خطأ
الطلاق بدون خطأ هو طلاق جار به العمل في الدول الغربية إذ لا يتطلب لانحلال رابطة الزواج فيه ارتكاب أي من الطرفين لخطأ معين، حيث تسمح هذه القوانين لمحكمة الأسرة بالنظر في دعوى الطلاق المقدمة من أحد الزوجين دون أن تجبر مقدم الالتماس على تقديم دليل يفيد أن المدعى عليه قد ارتكب خرقًا لعقد الزواج.

## لمحة تاريخية
بعد الثورة البلشفية الروسية وفي ديسمبر 1917 صدر أول قانون يجيز «الطلاق بدون خطأ» في العصر الحديث في نهاية للزواج كمؤسسة برجوازية، حيث قامت الحكومة الجديدة بنقل سلطة الطلاق من الكنيسة الأرثوذكسية الروسية إلى السلطة القضائية في شخص محاكم الولاية التي خولت سلطة منحه لأي من الزوجين ليتم إقرار قانون عائلي جديد في عام 1926.
في عام 1967 تم تأطير قانون ولاية كاليفورنيا من قبل منظمة غير حكومية تمثلت في اللجنة الوطنية للمفوضين حول قوانين الدولة الموحدة، والتي شرعت في صياغة نماذج من قوانين الطلاق. وفي عام 1969 اعتمدت ولاية كاليفورنيا الطلاق بدون خطأ لتصبح بذلك أول ولاية في الولايات المتحدة تتبنى هذا القانون. في عام 1975 التحقت أستراليا بركب الدول المتبنية للقانون بعدما أقرت في أحد الدعوى طلاق المدعي لانهيار رابطة الزواج الذي لا رجعة فيه بعد أن ثبت وجود انفصال دام اثني عشر شهرًا. وهو ما تبنته كذلك كندا فعليًا عام 1986 إذا حصل انفصال لسنة واحدة.

## نقاشات وحجج

### حجج للطلاق بدون خطأ
أعرب الاقتصاديين بيتي ستيفنسون وجوستين وولفرز، استناداً إلى النتائج التي توصلوا إليها في أبحاثهم بأن العنف المنزلي وانتحار الإناث في الولايات المتحدة هما اللذان يشرعان اللجوء للطلاق بدون خطأ على وجه التحديد، حيث أفادوا بأن «"شهدت الدول التي تبنت الطلاق بدون خطأ انخفاضا بنسبة 8 إلى 16 في المئة في معدلات انتحار الزوجات وانخفاضا بنسبة 30 في المئة في إمكانية التعرض للعنف المنزلي."»" كما جادلن بأن أبحاثهن تثبت عدم وجود تأثير دائم لقانون الطلاق بدون خطأ على معدلات الطلاق.
تقول أستاذة التاريخ في كلية إيفرغرين ستيت كوليدج ستيفاني كونتز، أنه «"في السنوات التي انقضت منذ أن أصبح الطلاق بلا خطأ عالميًا، انخفض معدل الطلاق القومي، من حوالي 23 حالة طلاق لكل 1000 من الأزواج في عام 1979 إلى أقل من 17 في 1000 عام 2005. "» وتضيف أنه «"بمجرد أن تسمح للمحاكم بتحديد متى تكون رغبة الشخص في المغادرة مشروعة، فإنك تفتح الطريق لقرارات تعسفية حول ما هو مسموح به أو يجب أن يكون مقبولاً في العلاقة  التي يقوم بها أشخاص ليس لهم مصلحة في الحياة الفعلية"»."

### حجج ضد الطلاق بدون خطأ
عارضت منظمة النساء الوطنية تطبيق الطلاق بدون خطأ في ولاية نيويورك لأنها ستسمح للطرف المخطئ في (الواقع) بالحصول على الطلاق الذي ستحدد فيه «النفقة، وتقسيم الممتلكات» بدون أن ينظر القاضي في «الحقائق والسلوك والظروف التي أدت إلى تفكك الزواج».
نشرت مجلة هارفارد للقانون والسياسة العامة ورقة كتبها دوغلاس آلن، حول اقتصاديات زواج المثليين أشار فها أن إدخال الطلاق بدون خطأ أدى إلى زيادة بمقدار ستة أضعاف في عامين فقط، بعد قرن من معدلات طلاق كانت مستقرة إلى حد ما. كذلك، زاد القانون معدل دخول المرأة لسوق الشغل، وعدد ساعات العمل في الأسبوع، وتأنيث الفقر وعمر الزواج.
أعرب عالم السياسة في جامعة هوارد ستيفن باسكرفيل، بأن الطلاق بدون خطأ يكافئ المخطئين، ويقلل الحاجة إلى عقود اتفاق الزواج، ويساعد النساء على تولي حضانة أطفالهن على نفقة الأزواج في كثير من الحالات حيث الرجل لم يفعل شيئًا خاطئًا. كما يضيف أن حظر الطلاق لن ينجح، لأن الناس سوف يفصلون أنفسهم ويكونون في حالة دائمة من الزنا، أو سيخلقون بيئة منزلية معادية للأطفال.

## حسب الدولة

### أستراليا
تم إصلاح قوانين الطلاق في أستراليا وكذا المسائل القانونية الأخرى عام 1975 وذلك بسن قانون الأسرة لعام 1975، الذي أنشأ الطلاق بدون خطأ في أستراليا. ومنذ عام 1975، يعد السبب الوحيد لانهيار الزواج والحصول على الطلاق هو اختلافات غير قابلة للتسوية، ويتضح ذلك من خلال الانفصال لمدة اثني عشر شهرا. ومع ذلك يبقى عنصر «الخطأ» المتبقي فيما يتعلق بمسائل حضانة الأطفال وتسوية الممتلكات.

### كندا
قبل عام 1968، كانت الأسباب الوحيدة للطلاق هي الزنا أو العنف. ومع ذلك في عام 1968، تم تعديل قانون الطلاق في كندا للسماح بالطلاق لأسباب أخرى، بما في ذلك إما العنف الجسدي أو العقلي أو الانفصال عن الشريك لمدة لا تقل عن 3 سنوات. عُدّل قانون الطلاق في عام 1986 لخفض فترة الانفصال إلى سنة واحدة، دون أي شرط لإثبات «خطأ» من قبل أي من الزوجين لتوفر أسباب الخطأ في الطلاق.

### الصين
سمحت الصين بالطلاق بدون خطأ منذ اعتماد قانون الزواج الجديد عام 1950. ليصبح الطلاق بدون خطأ أكثر شيوعا منذ الثمانينات. وينص قانون الزواج الحالي على أن الطلاق يجب أن يمنح دائما إذا طلب من الزوج والزوجة. ويتم منح الطلاق أيضًا إذا كان بإمكان أحد الطرفين تقديم دليل على عدم التوافق، مثل الانفصال لمدة عامين على الأقل. كما يجوز منح الطلاق إما عن طريق المحكمة أو عن طريق مكتب تسجيل الزواج. هذا الأخير لا يفعل ذلك إلا عندما يتوصل الطرفان إلى اتفاق بشأن حضانة الأطفال وتسوية ممتلكاتهم.

### مالطا
شرع القانون مالطي الطلاق بدون خطأ في أكتوبر 2011 بعد استفتاء وطني حول القانون. حيث يعد هذا أول قانون مالطي يسمح بأي نوع من أنواع الطلاق.